# 旋桨鸢尾属
旋桨鸢尾属（学名：Alophia）是鸢尾科多年生草本和球茎植物的一个小属。该属包括五个已知物种，分布于美国中南部以及墨西哥、中美洲和南美洲部分地区。
该属与瓶鸢花属、杯鸢花属和虎皮花属密切相关，通过雄蕊和雌蕊的一些特征才能将它们相区别。本属拉丁学名名源自希腊语a-，意思是“没有”，lophos，意思是“波峰”。

## 下属物种
本属共有5个种如下：
- 旋桨鸢尾 Alophia drummondii (Graham) R.C.Foster
- Alophia intermedia (Ravenna) Goldblatt
- Alophia medusa (Baker) Goldblatt
- Alophia silvestris (Loes.) Goldblatt
- Alophia veracruzana Goldblatt & T.M.Howard